# 로제 르메르
로제 르메르(프랑스어: Roger Lemerre, 1941년 6월 18일 ~ )는 프랑스의 축구 지도자로 에메 자케 감독의 뒤를 이어 1998년부터 2002년까지 프랑스 국가대표팀 감독을 맡았고 2002년부터 2008년까지는 튀니지 대표팀의 감독을 맡으면서 현재까지도 튀니지 대표팀 역사상 최장수 사령탑으로도 알려져 있다.

## 선수 시절
1961년 CS 스당에서 데뷔한 이후 1975년 34세의 나이로 은퇴할 때까지 FC 낭트, AS 낭시, RC 랑스에서 활약했고 특히 CS 스당에서만 8년동안 몸 담으며 1962-63 리그 1 3위, 1964-65 쿠프 드 프랑스 준우승, 1968-69 쿠프 드 프랑스 4강 등의 성과를 남겼다.
그리고 1969-70 시즌부터 2시즌동안 FC 낭트에서 활약하며 1969-70 쿠프 드 프랑스 준우승, 1970-71 시즌 리그 1 3위 등의 성과를 남겼고 1971-72 시즌부터 1972-73 시즌까지는 AS 낭시에서 활약하며 1972-73 시즌 리그 1 우승, 1972-73 쿠프 드 프랑스 준우승에 기여했으며 1973-74 시즌부터 1974-75 시즌까지는 RC 랑스에서 활약하며 1974-75 쿠프 드 프랑스 준우승에 일조했다.

## 지도자 경력

### 클럽팀
선수 은퇴 후 1975년 레드 스타의 감독으로 본격적인 지도자 커리어를 시작한 뒤 RC 랑스, 파리 FC, RC 스트라스부르, CS 스당 등 자국 리그팀 뿐만 아니라 에스페랑스 튀니스, 에투알 뒤 사엘(이상 튀니지), CS 콩스탕틴(알제리), MKE 앙카라귀쥐(튀르키예) 등 해외 리그 클럽팀들의 사령탑도 역임했다.
특히 2012-13 시즌에는 알제리의 CS 콩스탕틴의 감독을 맡아 리그 3위의 성적을 거둔 후 2013-14 시즌과 2018-19 시즌에는 에투알 뒤 사엘의 사령탑을 역임하며 2013-14 시즌 리그 3위, 2013-14 시즌 튀니지컵 우승, 2018-19 시즌 리그와 튀니지컵 준우승, 2018-19년 아랍 클럽 챔피언십 우승 등의 눈부신 성과를 이끌었고 2021-22 시즌에도 에투알 뒤 사엘의 감독을 맡았지만 이 시즌에는 이렇다할 성적을 거두지 못했다.

### 프랑스 대표팀
자국에서 열린 1998년 FIFA 월드컵에서 프랑스 대표팀의 수석 코치로 에메 자케 감독을 보좌하며 프랑스의 사상 첫 월드컵 우승에 공헌했고 그 뒤 프랑스 대표팀 차기 사령탑을 맡아 UEFA 유로 2000 우승, 2001년 FIFA 컨페더레이션스컵 우승을 이끌었으며 특히 2001년 FIFA 컨페더레이션스컵에서 당시 거스 히딩크 감독이 이끌던 대한민국을 5-0으로 대파하기도 했다.
그러나 이듬해에 열린 2002년 FIFA 월드컵에서는 전 대회 우승팀 자격으로 본선에 자동으로 출전하는 혜택을 얻었음에도 서울에서 열린 A조 개막전에서 월드컵 첫 출전국인 세네갈에 0-1의 충격패를 당한 데 이어 부산에서 열린 우루과이와의 2차전에서는 0-0 무승부에 그쳤고 인천에서 열린 덴마크와의 최종전에서마저 0-2로 완패하며 결국 1무 2패·조 최하위의 처참한 성적으로 1966년 브라질 이후 36년만의 디펜딩 챔피언의 월드컵 조별리그 탈락이자 1978년 이후 24년만의 자국의 월드컵 조별리그 탈락의 굴욕과 동시에 월드컵 디펜딩 챔피언 징크스의 시작을 알리고 말았다.

### 튀니지 대표팀
2002년 FIFA 월드컵 종료 후 튀니지 대표팀 사령탑으로 취임하여 2년 뒤 홈에서 개최된 2004년 아프리카 네이션스컵에서 튀니지의 사상 첫 메이저 대회 우승컵을 안기면서 프랑스 대표팀 감독 시절 거둔 유로 대회 우승에 이어 아프리카 네이션스컵까지 모두 제패한 감독이 되었다.
그리고 2006년 FIFA 월드컵을 통해 튀니지의 3회 연속이자 통산 4번째 월드컵 본선 진출을 이끌었지만 팀은 H조 조별리그 1차전에서 사우디아라비아와 2-2로 비겼고 스페인과의 2차전에서는 1-3으로 완패했으며 우크라이나와의 최종전에서도 0-1로 패하며 1무 2패·조 3위라는 초라한 성적에 머무르며 또 한번 월드컵 조별리그 탈락의 고배를 마셨다.
2006년 월드컵에서의 성적 부진에도 튀니지 대표팀 사령탑 자리는 지켰지만 이후 열린 카메룬과의 2008년 아프리카 네이션스컵 8강전에서 2-3으로 석패하며 2회 연속 아프리카 네이션스컵 8강 탈락의 고배를 마셨고 결국 4개월 뒤인 2008년 6월 30일 튀니지 대표팀 감독직에서 경질되었다.

### 모로코 대표팀
튀니지 대표팀 감독직에서 물러난지 하루만인 2008년 7월 1일 모로코 대표팀의 사령탑으로 부임한 이후 첫 국제 대회인 모리타니와의 2010년 FIFA 월드컵 아프리카 지역 2차 예선 8조 최종전에서 4-1 완승을 이끌었고 최종 예선에서도 팀을 이끌었지만 최종 예선 3경기에서 2무 1패의 부진한 성적에 머무르며 결국 부임 1년만인 2009년 7월 9일 모로코 대표팀 감독직에서 해임되었다.

## 대회 성적

### 클럽 (선수)
CS 스당
- 리그 1 : 3위 (1962-63)
- 쿠프 드 프랑스 : 준우승 (1964-65), 4강 (1968-69)

FC 낭트
- 리그 1 : 3위 (1970-71)
- 쿠프 드 프랑스 : 준우승 (1969-70)

AS 낭시
- 리그 1 : 우승 (1972-73)
- 쿠프 드 프랑스 : 준우승 (1972-73)

RC 랑스
- 쿠프 드 프랑스 : 준우승 (1974-75)

### 클럽 (지도자)
CS 콩스탕틴
- 알제리 리그 프로페시오넬 1 : 3위 (2012-13)

 에투알 뒤 사엘
- 튀니지 리그 프로페시오넬 1 : 준우승 (2018-19), 3위 (2013-14)
- 튀니지컵 : 우승 (2013-14), 준우승 (2018-19)
- 아랍 클럽 챔피언십 : 우승 (2018-19)

### 국가대표팀 (지도자)
프랑스 (수석 코치 / 감독)
- FIFA 월드컵 : 우승 (1998)
- UEFA 유럽 축구 선수권 대회 : 우승 (2000)
- FIFA 컨페더레이션스컵 : 우승 (2001)

 튀니지
- 아프리카 네이션스컵 : 우승 (2004)